# David Tennant Cowan
David Tennant Cowan (Malaga, 9 ottobre 1896 – Winchester, 15 aprile 1983) è stato un generale britannico.
È ricordato soprattutto per il ruolo svolto a capo della 17ª Divisione di fanteria indiana durante la campagna della Birmania, parte della seconda guerra mondiale.

## Inizi e primo dopoguerra
Figlio del vice-console in Spagna, Cowan frequentò la Reading School e la Glasgow University. Nel 1915 diventò ufficiale all’interno dei Argyll and Sutherland Highlanders. Dopo aver ricevuto la Military Cross ed esser stato menzionato nei dispacci, nel 1917 fu assegnato all'Indian Army e la nomina divenne ufficiale nel marzo dell'anno successivo, mentre stava servendo nel 4º battaglione del 3º Gurkha Rifles. In seguito passò al 6º Gurkha Rifles. Tra le due guerre servì sul confine nord-occidentale, dove venne menzionato nei dispacci nuovamente per il servizio reso in Waziristan. Tra 1932 e 1934 ricoprì il ruolo di Capo istruttore presso l'Accademia Militare Indiana e nel 1937, per la terza volta, fu menzionato nei dispacci per un altro lavoro svolto nel Waziristan. Allo scoppio della seconda guerra mondiale era al comando del 1º Battaglione del 6º Gurkha Rifles.

## Seconda guerra mondiale
Fu ufficiale di Stato Maggiore di primo grado dal 18 settembre 1940 fino al 17 febbraio del '42.. Dopo esser stato nominato facente funzioni di Generale di brigata. Fu Direttore della Scuola Militare in India dal 18 febbraio 1941 al 30 settembre dello stesso anno, poi Vicedirettore fino al 14 dicembre quando tornò a ricoprire il ruolo di Direttore fino al marzo del '42.
Quando l'esercito imperiale giapponese invase la Birmania, fu inviato a Rangoon, dapprima come ufficiale di campo poi, dopo la battaglia del ponte sul Sittang venne promosso facente funzioni di Generale di Divisione della 17ª Divisione di fanteria indiana. A questa assegnò inoltre l'emblema che le dà il soprannome con cui viene ancora oggi ricordata: il gatto nero.
Rimase a capo della divisione fino alla fine della campagna della Birmania: durante la ritirata varso l'India, nella battaglia nei pressi di Tiddim del 1943, durante la battaglia di Imphal e, infine, durante l'avanzata nel 1945. Proprio all'inizio di quell'anno suo figlio, che combatteva nel 1º Battaglione del 6º Gurkha Rifles, venne ucciso. Nonostante la recente perdita, coordinò la decisiva Battaglia di Meiktila e Mandalay in maniera "impressionante", come disse William Slim. Per l'abilità dimostrata durante tutta la campagna gli vennero assegnati il Distinguished Service Order e la medal bar allo stesso.
Venne promosso al rango di Generale di Divisione il 12 febbraio 1945. Avrebbe dovuto guidare il contigente, proveniente dall'Armata Indiana, dei Commonwealth Corps, creati per l'invasione del Giappone; tuttavia la resa di quest'ultimo rese inapplicabile il piano. Venne quindi messo a capo dell divisione BRINDIV, composta da britannici e indiani, parte della forza di occupazione del Commonwealth britannico in Giappone. Nel 1947 andò in pensione.